# Bruno Hauptmann
Bruno Richard Hauptmann (26 de noviembre de 1899-3 de abril de 1936) fue un militar y carpintero de origen alemán y convicto criminal, condenado a muerte y ejecutado por el secuestro y asesinato de Charles Augustus Lindbergh Jr., de veinte meses de edad, hijo del famoso piloto Charles Lindbergh y la aristócrata Anne Morrow Lindbergh. El secuestro del hijo de Lindbergh ganó fama internacional y pasó a ser conocido como «El crimen del siglo».

## Primeros años
Nacido en Sajonia, Hauptmann fue un soldado en el ejército alemán en la Primera Guerra Mundial, viendo acción como artillero en 1918. Fue herido en combate y expuesto a gases tóxicos durante un ataque con gas venenoso. Después de la guerra, no pudo encontrar trabajo como carpintero y cayó en la delincuencia. Junto a otro veterano, robó tres viviendas y a dos mujeres a punta de pistola. Fue capturado y condenado a cinco años de cárcel, de los cuales cumplió cuatro en la cárcel de Bautzen. No mucho después de ser puesto en libertad, fue acusado de otro delito, pero escapó de la cárcel simplemente caminando a través de una puerta sin vigilancia.
Intentó entrar ilegalmente en los Estados Unidos como polizón durante la estiba de un buque norteamericano, el SS George Washington, pero fue descubierto y devuelto a Alemania dos veces. En su tercer intento, en noviembre de 1923, utilizó un disfraz y una tarjeta de identificación robados y consiguió entrar en el país en el mismo buque en que había sido descubierto y rechazado.
Ya en suelo norteamericano, trabajó en diversos oficios, como lavaplatos, obrero y finalmente como carpintero en una empresa. En 1924, conoció a Anna Schoeffler una inmigrante alemana.
En 1925 se casó con Anna Schoeffler y tuvieron un hijo, la pareja vivía en una casa en los barrios bajos del Bronx. Hauptmann trabajaba como carpintero y al parecer había dejado su carrera criminal de lado.
Tuvo un comportamiento honorable por muchos años hasta la Gran Depresión de los años 30. Hauptmann perdió el empleo y las deudas se acumularon lo que aparentemente lo llevó a caer en la criminalidad nuevamente.
Las reconstrucciones posteriores son especulativas ya que Hauptmann jamás confesaría su crimen.

## El secuestro del hijo de Charles Lindbergh

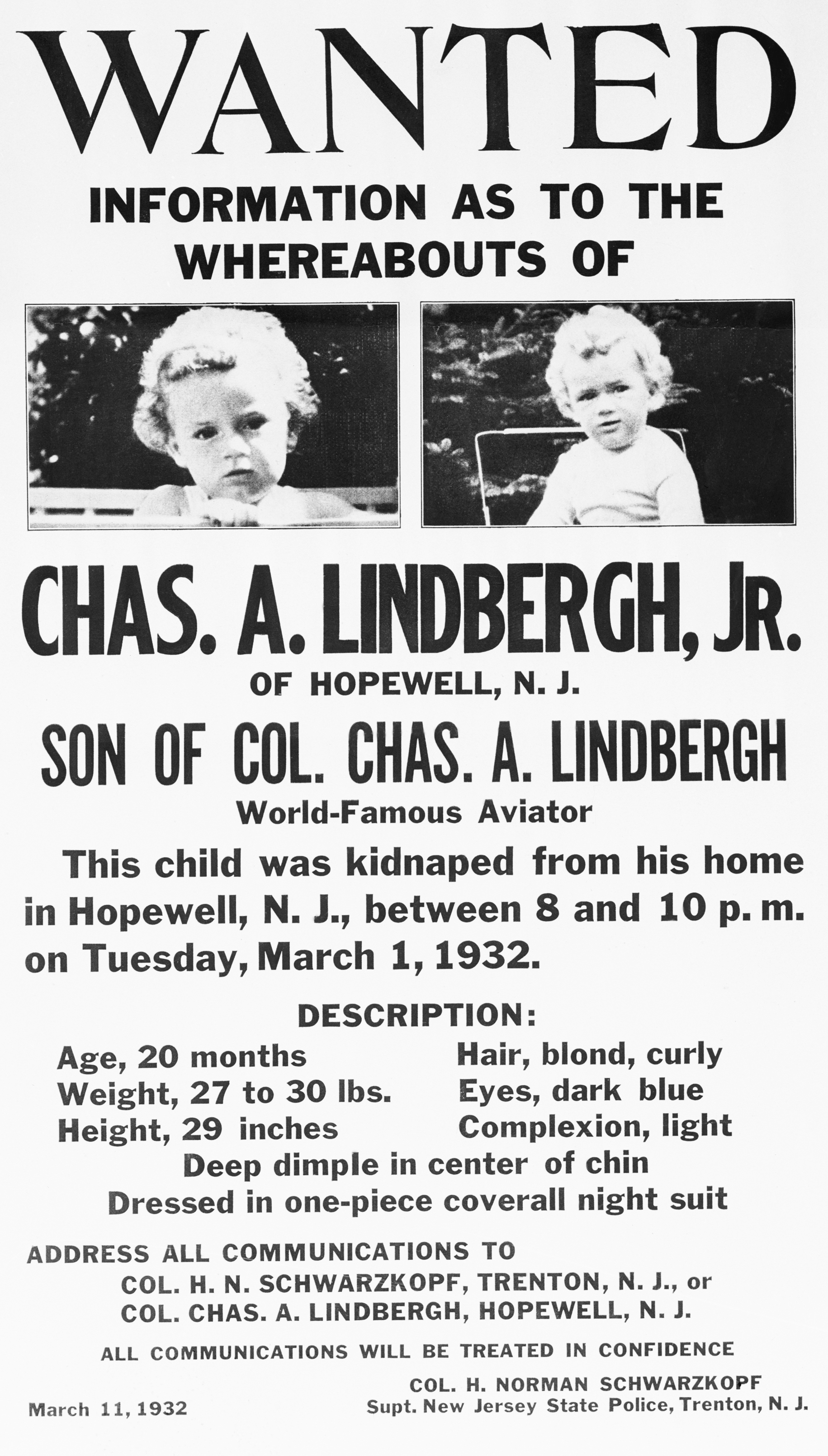
Cartel solicitando ayuda para resolver el caso de secuestro del bebé Lindbergh.

El secuestro de Charles Lindbergh Jr. se produjo por la tarde, hacia las 20:30 horas del 1 de marzo de 1932. Para ello se usó una escalera artesanal que fue encontrada cerca de la residencia de los Lindbergh. El niño había sido sacado de la cama ubicada en un segundo piso y bajado a través de una escalera que tenía un peldaño quebrado o suelto. La desaparición fue denunciada media hora más tarde.
El secuestrador contactó con el matrimonio a través de la mediación del doctor Condon. Fueron pagados cincuenta mil dólares de rescate en certificados de oro; pero el niño no fue devuelto. Un cadáver en descomposición identificado como el del chico fue encontrado por un camionero el 12 de mayo de 1932 en un bosque a seis kilómetros de la casa Lindbergh. Se determinó que la causa de muerte fue un duro golpe en la cabeza. El bebé murió desnucado. Los certificados de oro estaban seriados y la policía aguardó a que apareciesen en el mercado ya que la banca los había sacado de circulación.
El 22 de junio de 1932 se promulgó la Ley Lindbergh en que el secuestro se tipificaba como un delito federal.
Más de dos años después, el 18 de septiembre de 1934, se descubrió un certificado de oro del dinero del rescate que tenía un número de placa de vehículo escrita en él. El encargado de la gasolinera que estaba al tanto de los números de serie identificó uno de ellos y sin que el pagador se diese cuenta anotó la matrícula del vehículo y llamó a la policía.
Los certificados de oro habían sido rápidamente sacados de circulación en 1933 por lo que ver uno era inusual y, en este caso, atrajo la atención. La placa, de Nueva York, pertenecía a un Dodge sedán color azul oscuro propiedad de Bruno Hauptmann. Hauptmann fue detenido al día siguiente y acusado del asesinato sin tener aún la policía pruebas exactas.
Las pruebas que se acumularon en su contra más tarde se clasificaron como prueba circunstancial. Hauptmann negó su participación y por cada pregunta que la policía le hacía, él parecía tener una buena coartada. La detención de Hauptmann y su interrogatorio cayeron fuera del marco jurídico, pero esto no se consideró como un atenuante.
El juicio atrajo amplia atención de los medios y fue apodado el "juicio del siglo". Hauptmann también fue llamado "el hombre más odiado del mundo" gracias a la manipulación de la prensa que despertó el interés público al grado de lograr la conmoción nacional.

## Juicio

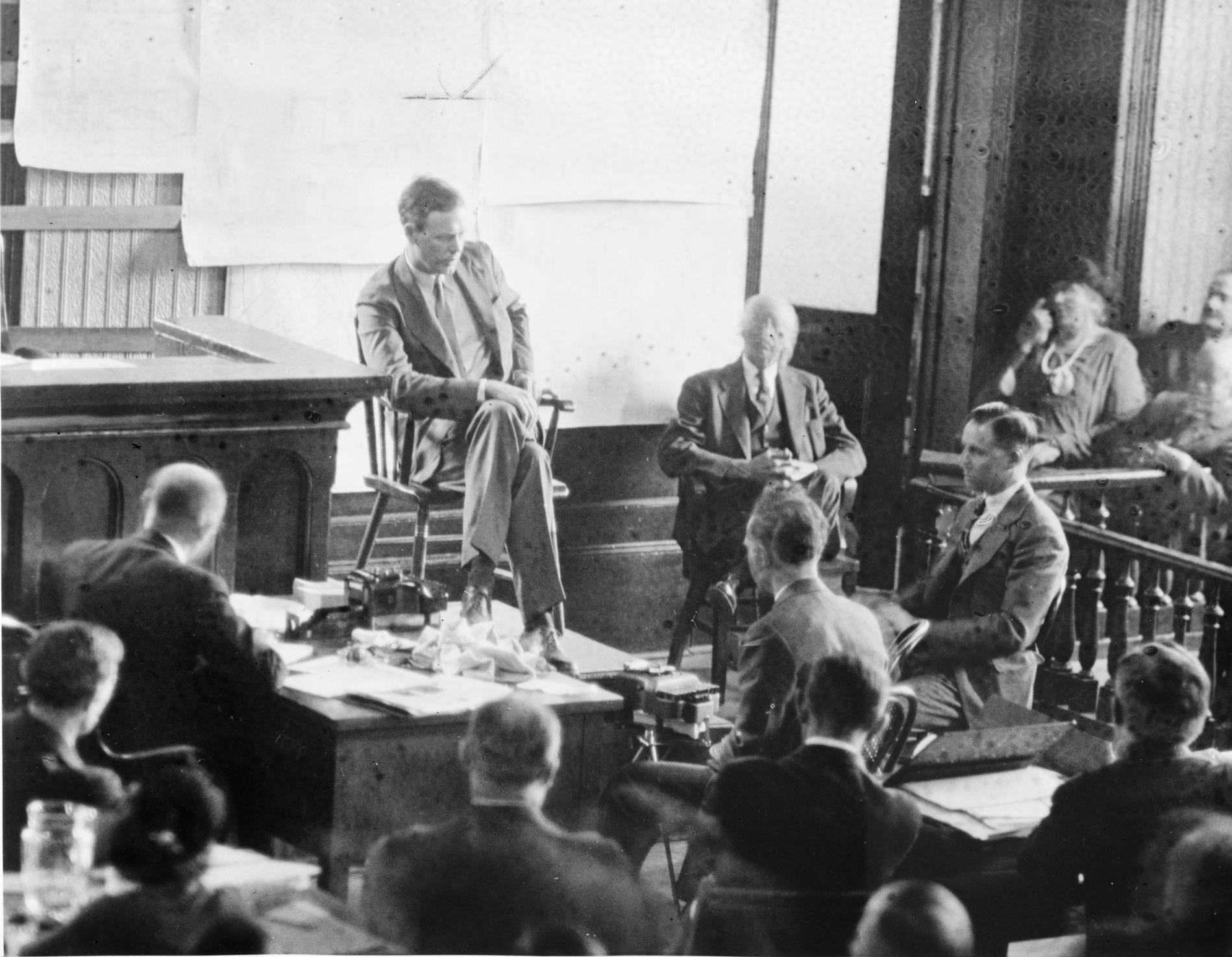
Charles Linbergh declara como testigo en el juicio contra Hauptmann (El fiscal Wilentz es el tercero inmediatamente a la izquierda de Lindbergh).

El juicio se celebró en Flemington, Nueva Jersey y duró del 2 de enero al 13 de febrero de 1935.
El Coronel Henry S. Breckinridge, que fue el abogado de Lindbergh todo el caso y había actuado como intermediario en las negociaciones del rescate, fue asistido por Robert H. Thayer. (Ante el descubrimiento de la desaparición de su hijo, Lindbergh llamó a Breckinridge por teléfono antes que a la policía).
El abogado defensor, Edward Reilly, con fama de abogado absolucionista, estaba convencido de la inocencia de su defendido y replanteó el crimen como ideado por personas del interior de la casa de Lindbergh.
Las pruebas presentadas por el sagaz fiscal David Wilentz contra Hauptmann fueron contundentes, incluyeron más de catorce mil dólares de dinero del rescate que se encontró en su garaje.
Una escalera hecha a mano supuestamente utilizada en el secuestro (que se correspondía con madera y equipo de carpintería encontrado en su casa), demostrado ante el jurado por carpinteros expertos y el testimonio basado por el dictamen de diez calígrafos en similitudes de la escritura a mano y la ortografía que encontraron en las notas del rescate.
Los certificados de oro fueron hallados en los recovecos de una pared de madera durante la inspección que hizo la policía al garaje de Hauptmann.
Hauptmann declaró que un mercader judío llamado Isidor Fisch, se los había encargado mientras viajaba a Alemania y que había muerto durante su viaje a Europa.
La voz de Hauptmann fue positivamente identificado como el hombre a quien fue entregado el dinero del rescate por parte del mismo médico John F. Condon, intermediario en la negociación del rescate. Testimonio puesto en duda debido a las presiones (ver siguiente sección).
El fiscal David Wilentz demostró que el matrimonio Hauptmann llevaba un estándar de vida elevado no acorde a la condición salarial y laboral de Hauptmann.
Otros testigos declararon que se trataba de Hauptmann quien había gastado algunos de los certificados de oro de Lindbergh, que había sido visto en la zona de la finca Hopewell el día del secuestro, y que había estado ausente del trabajo el día del pago del rescate. La defensa a cargo de Edward Reilly se vino abajo y no tuvo más pruebas que presentar.
El fiscal logró establecer la hipótesis que durante el secuestro, a Bruno Hauptmann se le había soltado accidentalmente el niño Charles Lindbergh Jr. durante el descenso con este a través de la escalera, se rompió un escalón cayendo al suelo duro y que el golpe recibido le había causado la muerte casi instantánea.
Sobre la base de estas fuertes pruebas, pero circunstanciales se convocó al jurado a tomar la decisión; Hauptmann gracias a la implacable gestión del fiscal Winslet fue declarado culpable de homicidio en primer grado y condenado a muerte.
Hauptmann, ya sea por nerviosismo o algún rasgo de su personalidad se mostró en más de una oportunidad con una expresión desafiante y casi-burlesca lo que irritó al fiscal.
El fiscal David Wilentz le llegó a llamar ante la prensa -"El réptil más asqueroso que haya reptado sobre la tierra"-.
Hauptmann negó su culpabilidad hasta el final, insistiendo en que la caja hallada en su casa que contenía los certificados de oro la había dejado en su garaje un amigo, llamado Isidor Fisch, que había regresado a Alemania y muerto allá en marzo de 1934. No obstante, las pruebas viciaron el juicio por ser circunstanciales y se despertaron dudas en los legisladores.
El gobernador de Nueva Jersey Harold G. Hoffman (que más tarde se volvió famoso por malversación de fondos) visitó en secreto a Hauptmann en el pabellón de condenados a muerte en la noche del 16 de octubre de 1935 con Anna Bading, una estenógrafa que hablaba fluidamente el alemán y Hauptmann volvió a alegar inocencia.
Hoffman instó a los demás miembros del Tribunal de Apelaciones y Errores de New Jersey, para entonces el más alto tribunal del Estado, a visitar a Hauptmann y revisar la sentencia, de hecho la fecha de la ejecución se postergó en dos ocasiones.
La esposa de Hauptmann declaró siempre que su esposo era inocente e incluso llegó a solicitar fondos para la apelación de su marido juntando dos mil dólares de personas afines.
El famoso aviador Charles Lindbergh decidió dejar el país, tras cientos de amenazas contra su segundo hijo.
A pesar de las evidentes dudas del Gobernador Hoffman en cuanto a la culpabilidad de Hauptmann, Hoffman no pudo convencer a los demás miembros del Tribunal de errores para que volviesen a examinar el caso, y el 3 de abril de 1936 Hauptmann fue ejecutado en la silla eléctrica en la prisión estatal de New Jersey conocida como Old Smokey.
Hauptmann había pedido una última comida compuesta de apio, aceitunas, pollo, patatas fritas, mantequilla, guisantes, y pastel de cerezas. Reporteros presentes en la ejecución informaron que fue a la silla eléctrica sin decir sus últimas palabras, pero otros informes más tarde dijeron que estaba clamando vehementemente su inocencia.
La ejecución fue presenciada por cincuenta testigos invitados, el matrimonio Lindbergh para esa fecha se había trasladado a Inglaterra y no estuvo presente. Desde la activación de la palanca a las 20:30 horas hasta la revisión del cadáver de Hauptmann pasaron dieciséis minutos antes de declararlo muerto.
Tras la ejecución, la viuda de Hauptmann, Anna, solicitó y recibió un permiso especial que se necesitaba para sacar el cuerpo de su marido fuera del estado, a fin de que pudiese ser incinerado en el U.S. Crematory, también llamado el Fresh Pond Crematory, en el barrio de Queens, New York.
El funeral religioso se realizó con dos pastores luteranos quienes llevaron a cabo el servicio en alemán en privado (en virtud de la ley de New Jersey los servicios funerales públicos no estaban autorizados para criminales ejecutados, y la esposa de Hauptmann había convenido en aceptar esta condición a cambio de recibir el cuerpo de su marido), asistieron sólo seis personas (el límite legal en virtud de normas New Jersey), pero una multitud de más de dos mil personas se reunió fuera de todos modos. La viuda de Hauptmann había planeado regresar a Alemania con las cenizas.

## La culpabilidad de Hauptmann en tela de juicio
En la última parte del siglo XX, el caso contra Hauptmann fue objeto de serio escrutinio. Por ejemplo, un elemento de prueba en su juicio fue un número de teléfono encontrado en una junta en su armario, que era el número del hombre que entregó el rescate, el doctor Joseph F. Condon.
Un miembro del jurado en el juicio dijo que esta era la única de las pruebas que logró su convencimiento, pero un reportero más tarde admitió que había escrito el número él mismo.
Se afirma también que los testigos presenciales que colocaban a Hauptmann en la finca Lindbergh cerca del momento de cometer el delito eran de muy poca credibilidad (entre ellos uno legalmente ciego que declaró haber visto entrar a Hauptmann en la casa Lindbergh), y que ni Lindbergh ni los que emitieron el rescate identificaron inicialmente a Hauptmann como el destinatario.
Se ha afirmado que la policía golpeó a Hauptmann además de efectuar una detención fuera de la ley e intimidaron a otros testigos, y algunos afirman que la policía plantó o creó pruebas tales como la escalera.
La hipótesis de que la muerte de Charles Lindbergh Jr. fuera accidental y no premeditada, fue planteada por el mismo fiscal. La acusación de secuestro con homicidio en primer grado no se habría podido aplicar.
Tanto el jurado como los participantes estaban bajo gran presión pública debido a la manipulación de la prensa.
También hay pruebas de que la policía manipuló las tarjetas de marcaje de tiempo del trabajo de Hauptmann e hicieron caso omiso de los compañeros de trabajo de Hauptmann quienes declararon que éste estaba trabajando el día del secuestro.
Estas y otras conclusiones llevaron a J. Edgar Hoover del FBI a cuestionar la manera en que la investigación y el juicio se llevaron a cabo (muy inusual comportamiento en Hoover). La viuda de Hauptmann hizo campaña por revertir la convicción de su marido hasta el final de su vida.

## En la cultura popular
- Stephen Rea interpretó a Hauptmann en una película de HBO de 1996 titulada Crime of the Century.
- El Armstrong Kidnapping Case en el libro de Agatha Christie, Asesinato en el Orient Express, se inspiró también en la tragedia.
- El escritor Jen Bryant escribió un libro en 2004 sobre el caso denominado The Trial.
- El grupo de rock español Asfalto lanzó una canción titulada «El hijo de Lindbergh», incluida en el álbum Más que una intención del año 1983.
- El año 2011, Clint Eastwood dirigió la película J. Edgar, en la que Leonardo DiCaprio interpretó a J. Edgar Hoover y una de las secuencias centrales refiere al secuestro del pequeño Lindbergh; en este caso, el actor Damon Herriman interpretó a Bruno Hauptmann.